# Понятовски, Ладислав
Ладислав Понятовски (фр. Ladislas Poniatowski; род. 10 ноября 1946 года в парижском пригороде Булонь-Бийанкур) — французский политик, сенатор от департамента Эр, представитель польского княжеского рода Понятовских.

## Биография
Начал политическую карьеру в 1977 году, когда был избран мэром небольшого посёлка Кийбёф-сюр-Сен (департамент Эр) и впоследствии пять раз переизбирался на эту должность. В 1981 году впервые был избран в Генеральный совет департамента Эр от кантона Кийбёф-сюр-Сен и занимал место советника до 2015 года, четыре раза будучи переизбранным.
В 1986 году Ладислав Понятовски был избран депутатом Национального собрания Франции от 3-го избирательного округа департамента Эр. Впоследствии ещё трижды выигрывал выборы в Национальное собрания и занимал кресло депутата до 1998 года, когда был избран сенатором Франции.
В 2014 году возглавил альтернативный правый список на выборах сенаторов от департамента Эр и в третий раз завоевал место сенатора.
В 2012 году поддержал Брюно Ле Мэра в борьбе за пост лидера партии Союз за народное движение.

## Занимаемые выборные должности
- 20.03.1977 — 28.03.2014 — мэр коммуны Кийбёф-сюр-Сен
- 03.2001 — 04.2015 — член Генерального совета департамента Эр от кантона Кийбёф-сюр-Сен
- 02.04.1986 — 27.10.1998 — депутат Национального собрания Франции от 3-го округа департамента Эр
- 01.10.1998 — 30.09.2020 — сенатор от департамента Эр